# ویلیام وود (کشتی‌گیر)
ویلیام وود (انگلیسی: William Wood؛ زادهٔ ۱۸۸۸ - درگذشت نامشخص) کشتی‌گیر اهل بریتانیا بود.